# المجهر (كوكبة)
كوكبة المجهر (بالإنجليزية: The Microscope)‏؛ وباللاتينية: Microscopium.

الصورة لبرج المجهر.

وبرج المجهر برج صغير وهو من أبراج نصف الكرة الأرضية الجنوبي، وقد سمّي تيمناً بمخترع المجهر: العالم الهولندي زاكريوس جانسن (بالإنجليزية: Zacharius Janssen)‏ وذلك سنة 1590م.